# Anund Hammar
Anund Hammar, född 1708 (döpt 28 januari) i Varberg, död där 9 maj 1779, var en svensk präst och religiös författare.
Anund Hammar var son till skepparen Bengt Andersson. Efter skolstudier i Varberg och Göteborg blev han 1728 student vid Lunds universitet. 1731 blev han vikarierande och 1732 ordinarie kollega vid Varbergs skola, från 1735 även som predikant vid Varbergs hospital. Hammar blev 1736 vid Göteborgs domkyrka, 1737 komminister där och 1751 kyrkoherde i Varberg jämte Torpa och Lindbergs socknar. Han var 1760 preses vid Göteborgs stifts prästmöte och blev 1762 titulärprost.
Anund Hammar översatte en del av Martin Luthers skrifter till svenska och skrev även flera, även profana, artiklar i svärsonen Johan Roséns tidning Göteborgska Magasinet. Däribland märks Resan till Warberg år 1751 där han med inspiration från Carl von Linné beskriver trakterna mellan Varberg och Göteborg, samt Lindbergs prästegård där han skildrar livet och jordbruket på prästgården. Främst känd blev han dock genom sina skrifter med pedagogiska och sociala reformidéer, då främst Tankar om svenska barn (1758) där han ivrar för bättre omhändertagande av oäkta barn, förbättrad skolundervisning och även ivrar för att ge flickor samma bokliga bildning som pojkar. I Tankar om scholor och Förslag at förena scholor och werkstäder (1763) pläderar han för skolor med kombinerad praktisk och teoretisk utbildning som skulle ge eleverna praktiska yrkeskunskaper att falla tillbaka på om de vidare studierna skulle misslyckas.
Under sina sista 14 år var Anund Hammar blind, men fortsatte att predika in i det sista.